# Kleintrebnitz (Wüstung)
Koordinaten: 51° 24′ 10,8″ N, 13° 17′ 59,3″ O

Kleintrebnitz auf einer geschichtlichen Karte des Kreises Liebenwerda (1910).

Kleintrebnitz ist eine in der Gohrischheide gelegene Wüstung und ehemaliges Vorwerk bzw. Ort nordöstlich von Strehla.

## Geographie
Das Dorf lag nördlich von Riesa und östlich von Fichtenberg im heutigen Brandenburgischen Landkreis Elbe-Elster. Die Landesgrenze zwischen Sachsen und Brandenburg liegt in unmittelbarer Nähe von Kleintrebnitz. Der Ort lag am damaligen Straßenkreuz Oschatz–Niederlausitz und Hayn (Großenhain)–Mühlberg und war vom Wald der Gohrischheide umgeben. Die Wüstung ist heute Teil der Gemeinde Zeithain im Landkreis Meißen. Kleintrebnitz war ursprünglich ein Gutsweiler. Die Flur war in Gutsblöcke und gewannähnliche Schmalstreifen gegliedert bei einer Größe von 157 Hektar.

## Geschichte
Kleintrebnitz wurde 1594 als Klein Trebsen erstmals erwähnt, 1791 hieß der Ort Klein Trebnitz oder Neusorge. 1817 wurde der Ort Klein Trebitz bzw. Klein Dröbig genannt, 1875 wurde der Ort dann als Kleintrebnitz bezeichnet. Umgangssprachlich wurde der Ort weiterhin die Sorge genannt.
1594 heißt es „Klein Trebsen ist Taupadels“, Balthasar von Taupadel saß damals auf dem Rittergut Fichtenberg. 1730 wird ein Vorwerk in Kleintrebnitz erwähnt. Es hatte den Status eines Erb- und Allodialgutes und musste ein Ritterpferd stellen. Ursprünglich war das Dorf nach Nieska gepfarrt, ab 1751 nach Fichtenberg. Bis 1837 gehörte das Vorwerk Kleintrebnitz zur Herrschaft Fichtenberg in Preußen. 1831 bis 1836 verhandelt wegen des Kaufes des Vorwerks ausgeschlossen des Rustels (wüste Mark) Karl Friedrich Schallehn mit dem Sächsischen Staat. Die im Ort lebenden 3 Erbzehnter Hoyer, Nitsche und Baum wurden mit Land entschädigt als der Ort am 25. Juni 1837 an den sächsischen Staat für 25000 verkauft wurde. Zu Kleintrebnitz gehörten zwei Bauerngüter, eine Försterei, der Gasthof Hähner und ein Wohnhaus am Bahnwärterhäuschen der Bahnlinie. Ab 1791 wurde der Ort vom Amt Großenhain verwaltet, ab 1856 vom Gerichtsamt Großenhain und ab 1875 von der Amtshauptmannschaft Großenhain. Durch die Sächsische Landgemeindeordnung von 1838 erhielt das Dorf Eigenständigkeit als Landgemeinde. Im Jahr 1925 waren 22 Einwohner von Kleintrebnitz evangelisch-lutherisch und 1 Einwohner war katholisch. Sachsen kam nach dem Zweiten Weltkrieg in die Sowjetische Besatzungszone und später zur DDR. Nach der Gebietsreform 1952 wurde Kleintrebnitz dem Kreis Riesa im Bezirk Dresden zugeordnet.
Seit 1897 gehörte die Kleintrebnitzer Heide, ein Teil des Gohrischer Forstreviers, zum Forstgebiet Weißig. 1957 wurde Kleintrebnitz nach Jacobsthal eingemeindet. 1962 wird der nördliche Teil des Kleintrebnitzer Forstes als NVA-Übungsplatz deklariert. In den 1970er Jahren wurde der Ort devastiert, 1975 ist nur noch die alte Försterei bewohnt. Anfang der 80er Jahre wurde die Fläche des ehemaligen Dorfes zum militärischen Übungsgelände. Seit 1994 gehört das Gelände der Wüstung zu Zeithain.

### Bevölkerungsentwicklung
| Jahr | Einwohner | Jahr | Einwohner                                          |
| ---- | --------- | ---- | -------------------------------------------------- |
| 1730 | 4 Häusler | 1933 | 23                                                 |
| 1834 | 23        | 1939 | 18                                                 |
| 1871 | 24        | 1946 | keine Angabe                                       |
| 1890 | 17        | 1950 | 17                                                 |
| 1910 | 22        | 1957 | → Jacobsthal (Zeithain)                            |
| 1925 | 18        | 1970 | → langsame Devastierung bis ca. 1975 abgeschlossen |